# 5558 Johnnapier
Az 5558 Johnnapier (ideiglenes jelölés 1989 WL2) egy kisbolygó a Naprendszerben. Robert H. McNaught fedezte fel 1989. november 24-én.